# Piotr Wyleżoł

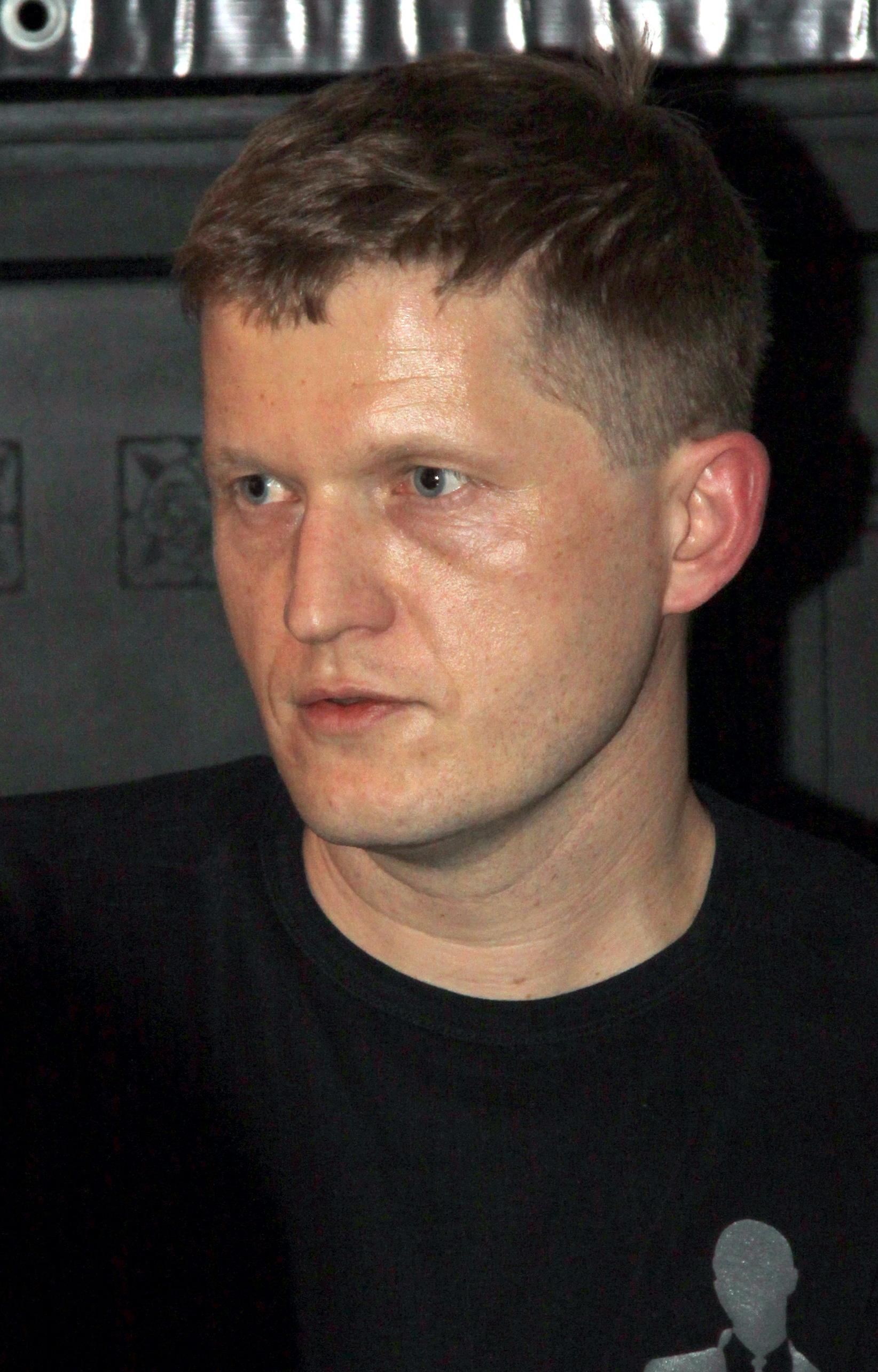
Piotr Wyleżoł

Piotr Wyleżoł (* 6. Dezember 1976 in Knurów) ist ein polnischer Musiker (Piano, Komposition), der vor allem im Bereich des Modern Jazz bekannt wurde.

## Leben und Wirken
Wyleżoł begann seine Laufbahn als musikalisches Wunderkind und trat bereits als Zehnjähriger in klassischen Klavierkonzerten mit dem Philharmonischen Orchester von Rybnik auf. Nach dem Schulabschluss auf einer musischen Oberstufe 1995 studierte er bis 2000 an der Musikakademie Kattowitz Jazz bei Wojciech Niedziela. Noch während des Studiums spielte er in den Bands von Janusz Muniak, Jarek Śmietana und Marek Bałata.
Bereits seit seinen Anfängen als Jazzmusiker leitete er ein eigenes Trio, mit dem er 2001 sein Debütalbum veröffentlichte und sehr gute Kritiken im Jazz Forum erhielt. 2006 folgte ein zweites und 2009 ein weiteres Album, das für den polnischen Fryderyk nominiert wurde. Mit den Gastmusikern Adam Pierończyk und David Dorůžka entstand ein Quintett-Album. Auch wurde ein Duett, das er mit dem Pianokollegen Sławek Jaskułke beim Festival Jazz in Gdynia spielte, unter dem Titel DuoDram auf Tonträger veröffentlicht.
Weiterhin trat Wyleżoł mit Musikern wie Gary Bartz, Billy Hart, Monty Waters, Bennie Maupin, Janis Siegel, Ed Schuller, Antymos Apostolis, Andrzej Cudzich, Urszula Dudziak, Kazimierz Jonkisz, Tomasz Szukalski, Tomasz Stańko und Jan Ptaszyn Wróblewski auf. Mit Nigel Kennedy arbeitet er seit 2005, sowohl in dessen Jazzprojekten als auch um klassische Werke zu interpretieren. Auch gehörte er zum Trio des Sängers Grzegorz Karnas.
Seit 2007 lehrt er im Jazzstudiengang der Musikakademie Krakau.

## Preise und Auszeichnungen
Wyleżoł gewann die folgenden Wettbewerbe, die im Rahmen von Festivals stattfanden, Jazz Juniors in Krakau (1. Preis), Jazz Standards Festival in Siedlce (1. Preis), den Key to a Career des Pommerschen Jazzherbstes, den Preis als bester Instrumentalist bei Jazz nad Odra, sowie den Internationalen Jazzimprovisations-Wettbewerb in Kattowitz.

## Diskographische Hinweise
- Jarek Śmietana Band Out of the Question (2001)
- Piotr Wyleżoł, Adam Kowalewski, Łukasz Żyta Yearning (Not Two Records 2001)
- Piotr Wyleżoł Piano Trio (ProFonica, 2006, mit Michał Barański, Łukasz Żyta)
- Piotr Wyleżoł Children's Episodes (Fresh Sound New Talents 2009)
- Piotr Wyleżoł Quintet Live (2010)
- Nigel Kennedy Shhh! (EMI 2010)
- Szymon Klima, Piotr Wyleżoł, Adam Kowalewski Lutosławski Returned (Hevhetia, 2015)
- Human Things (Muza 2018, mit Robert Majewski, Grzegorz Nagórski, Dayna Stephens, Michał Barański, Michał Miśkiewicz sowie Aga Zaryan)
- Piotr Wyleżoł / Szymon Mika: Loud Silence (Art Evolution 2022)